# Баран, Хенрик
Хенрик Баран (англ. Henryk Baran; род. 19 октября 1947) — американский литературовед, славист. Исследователь русского авангарда, хлебниковед. Профессор Университета Олбани.

## Биография
Хенрик Баран родился 19 октября 1947 года.
В 1967 году получил степень бакалавра по математике в Массачусетском технологическом институте. В 1969 году получил степень магистра в области славянских языков и литературы в Гарвардском университете и в 1976 году — защитил докторскую степень. Ученик Романа Якобсона и Кирилла Тарановского.
Профессор департамента языка, литературы и культуры Университета Олбани, много лет возглавлял славянскую кафедру университета.
Помимо многолетней работы в Университете Олбани, читал лекции в Колумбийском университете, Государственном университете штата Нью-Йорк, Университете штата Иллинойс (Урбана), Российском государственном гуманитарном университете, Тверском государственном университете и других высших учебных заведениях мира. Член редколлегии журнала «Известия РАН. Серия литературы и языка».

## Научная деятельность
Сфера научных интересов — русская литература первых десятилетий XX века (символизм, акмеизм, футуризм), в первую очередь — творчество Велимира Хлебникова. Исследовал мифо-поэтические образы в русской литературе. Специалист по структурно-семиотическим исследованиям; публикатор на английском языке эпистолярного наследия Петра Богатырёва и Романа Якобсона.
Специалист по «Протоколам сионских мудрецов».